# The Warriors
『The Warriors』（ザ・ウォーリアーズ）は、アメリカのロックスター・トロントにより開発され、ロックスター・ゲームスより2005年10月に発売されたPS2、Xbox用アクションアドベンチャー型クライムアクションゲーム。
1965年のソル・ユーリックの同名小説、及び1979年の映画版を原作としている。
2007年2月にはロックスター・リーズ開発によるPSP版も発売されている。

## 概要
喧嘩（格闘）に重点を置いたアクションアドベンチャー。キャラクターや舞台設定は映画版を忠実になぞっており、映画版の出演キャストの多くが声優として参加している。プレイヤーはウォリアーズメンバーから操作キャラクターを選び、映画の前日譚であるウォリアーズ台頭の物語、そして映画本編のストーリーを追体験する。
ロックスター・ゲームスのほとんどのゲームと同様にサイドミッションやミニゲームも充実しており、スプレーペイントを使用して縄張りにマーキングを施したり、相手を侮辱したりと、様々なゲームプレイ要素が組み込まれている。

## 問題
1979年の映画版の出演俳優であるロジャー・ヒルは「自身の声と姿が無断使用された」と肖像権を主張しテイクツー・インタラクティブ（ロックスター・ゲームス）を訴えた。これに対してテイクツー・インタラクティブは、肖像権の使用は映画のライセンス契約に含まれると釈明。決着が付かないまま、ロジャー・ヒルは2014年に死没している。

## ストーリー
舞台は1979年、ストリートギャングが鎬を削り合うアメリカ、ニューヨーク市。新興チーム『ウォリアーズ』は悪名高いグループを次々壊滅させ、名声を高めつつあった。
しかしニューヨーク中のギャングが集まる大規模集会の場で、集会の主催者であるギャングのリーダーが何者かに射殺され、その殺害の濡れ衣がウォリアーズに着せられてしまう。
集会場があるブロンクスから、ウォリアーズの縄張りであるコニーアイランドまでの距離は30km。警察、ギャング、ニューヨーク中の全勢力を敵に回したウォリアーズの決死の逃避行が始まる……。

## 登場人物
スワン（Swan）
- 本編の主役。冷静沈着なウォリアーズのサブリーダー。クリオンが捕まった後は彼の言付けに従ってリーダーとなり、残りのメンバーをまとめ上げる。最後は様々な困難を乗り越えて仲間たちと共にコニーアイランドへ帰り着き、待ち構えていたローグスのルーサーと闘う。前日譚ではカウボーイと行動しており、当時ウォリアーズを結成したクリオンとヴァーミンと共にウォリアーズに加入した。

クリオン（Cleon）
- ウォリアーズのリーダー。クーフィーヤのように巻いたヒョウ柄のバンダナがトレードマーク。サイラスから集会の招待を受け、8人のメンバーを連れてブロンクスへと向かう。ゲームでは前日譚の主人公兼リーダーを務めており、様々なストリートギャング達と戦った。元々は他のギャングのメンバーだったが、彼らの罠に嵌められ組織を脱退した後ヴァーミンとウォリアーズを結成した。

エイジャックス（Ajax）
- 過激な性格で腕っ節も強く、喧嘩の場面になると頼もしく、仲間を守るために危険をおかすことも。前日譚ではスノウと共にウォリアーズに加入した。

フォックス（Fox）
- スワンの右手で口が達者な男。沈黙の中でサイラスを殺したルーサーを目撃した唯一のメンバー。前日譚ではサベージハンズに対して侮辱的なシャツを着てサベージハンズと戦った。

スノウ（Snow）
- アフロヘアーがトレードマークの黒人。前日譚ではエイジャックスの相棒で彼と共にウォリアーズに加入した。

コチーズ（Cochise）
- アメリカ先住民風のアクセサリーに身を包んだ黒人。軽い性格で、ヴァーミン、レンブラントと共に96丁目駅の襲撃を逃れ、合流地点のユニオンスクエア駅にいち早く辿り着くが、他のメンバーを待つ間にナンパに勤しんでいた。

カウボーイ（Cowboy）
- 名前の通りカウボーイハットを被っているのがトレードマーク。前日譚ではスワンの相棒で当時ウォリアーズを結成したクリオンとヴァーミンと共にウォリアーズに加入した。

レンブラント
- タギングを担当する、アフロヘアのヒスパニック系青年。集会に参加したウォリアーズメンバーの中では最も若手で、周囲から揶揄われている。ゲーム序盤で彼が最初のプレイキャラクターでウォリアーズのメンバーと戦い加入した。

ヴァーミン
- 軽口が多い丸顔の白人。コチーズと同じく軽い性格で、合流地点のユニオンスクエア駅でナンパに勤しむ。前日譚ではクリオンの相棒でクリオン同様元々は他のギャングのメンバーで彼らの罠に嵌められ脱退後、クリオンとウォリアーズを結成した。

マーシー
- 最初に遭遇したオーファンズの周辺人物だったが、ウォリアーズに興味を持ち、一緒に逃亡する事となる。

### グラマシー・リフス
サイラス
- リフスのリーダー。ストリートギャングの大同盟によるニューヨークの支配を目論むが、その演説の最中ルーサーによって射殺される。ゲームでは彼が暗殺される前日に様々なシーンで現れる。

マサイ
- リフスのサブリーダーでサングラスをかけている黒人男性。サイラスの死後、リフスのリーダーを勤める。

### ローグス
ルーサー
- ローグスのリーダーで、サイラス殺害の犯人。警察の手入れによる混乱に紛れて、ウォリアーズに罪を着せる。町の混沌と殺しを楽しむ狂気に満ちた性格の持ち主で、素手で決闘を申し込んだスワンに対して躊躇なく銃を向ける卑劣漢。ゲームではスワンに破れ、彼に銃を向けるが、彼にナイフを投げつけられた後にリフスにリンチされる。エンディングではリフスにリンチされる場面を見る事ができる(ただしリフスに向けて攻撃を仕掛ける)。

### オーファンズ
サリー
- オーファンズのリーダー。緑色のシャツがトレードマーク。

### リジーズ
- リジーズのリーダー

リジーズのリーダー。拳銃を所持している。

### パンクス
- パンクスのリーダー

パンクスのリーダー。ローラースケートを履いているのがトレードマーク。

### その他
DJ
- リフスの布告をニューヨーク中に流す、深夜ラジオのDJ。劇中では口元しか映らないが、黒人女性であることが分かる。

女性覆面捜査官

## ストリートギャング
- THE WARRIORS(ウォリアーズ)

コニーアイランドを縄張りとする、赤い革のベストがトレードマークの集団。リーダーはクリオン。
- ROGUES(ローグス)

黒革のベストとモーターサイクルキャップがトレードマークの集団。リーダーはルーサー。
- TURNBULL AC´S(ターンブル エーシーズ)

スキンヘッドがトレードマークの集団。メンバーは100人以上いると言われ、2台のバスにメンバーを乗せてウォリアーズを追う。ゲームではバスでスワン達を追いかける。
- ORPHANS(オーファンズ)

緑のTシャツがトレードマークの集団。メンバーは30人以上いると言われている。他のグループからは三流のチンピラと評されている。
- BASEBALL FURIES(ベースボール フューリーズ)

野球のユニフォームとペイントメイクがトレードマークの集団。
- THE LIZZIES(リジーズ)

メンバー全員が女性のギャング団。一見、普通の女性に見えるが、実は危険な集団である。ユニオンスクエア駅周辺を縄張りとするパンクスとは同盟関係にある。
- THE PUNKS(パンクス)

青のつなぎがトレードマークの集団。大柄の者が多い。同じくユニオンスクエア駅周辺を縄張りとするリジーズとは同盟関係にある。
- GRAMERCY RIFS(グラマシー リフス)

ニューヨークで最も力があるストリートギャング。リーダーはサイラス。サイラスの死後は、サブリーダーのマサイがリーダーとなる。メンバーは100人以上おり、道着やガウンを着ている。
- HURRICANES（ハリケーンズ）

ソフト帽がトレードマークの集団。
- BOPPERS(ボッパーズ)

メンバー全員が黒人で、紫のベストと帽子がトレードマークの集団。
- HI-HATS(ハイハッツ)

黒いシルクハットにボーダー柄の赤い服、ピエロの様な白いメイクという、マイムアーティストのような服装がトレードマークの集団。
- ELECTRIC ELIMINATORS(エレクトリック エリミネーターズ)

チームのマークが背中に入った黄色のジャンパーがトレードマークの集団。
- SAVAGE HUNS(サベージ ハンズ)

メンバー全員がアジア系で、緑の服とモンゴル風の帽子がトレードマーク。
- MOONRUNNERS（ムーンランナーズ）

チームのマークが背中に入った銀のジャンパーがトレードマークの集団。
- SARACENS（サラセンズ）

縁取りが白い黒タンクトップがトレードマークの集団。ウォリアーズとは同盟関係である。
- SATANS MOTHERS（サタンズマザーズ）

サタンをモチーフにしたチームマークが背中に入った黒いベストがトレードマークの集団。
- JONES STREET BOYS（ジョーンズ・ストリート・ボーイズ）

黒と黄色の縞模様の長袖シャツがトレードマークの集団。
- PANZERS（パンサーズ）

メンバーは全員黒人で、迷彩服がトレードマーク。